# Guillem d'Esparreguera
Guillem d'Esparreguera (segle X) fou un noble de la Marca Hispànica i senyor dels castells d’Esparreguera i de les Espases. Membre de l'estirp dels Gurb-Queralt, vidu de Sança, és conegut per la seva donació del patrimoni senyorial a la Seu de Vic el 9 de setembre del 985, després de l’atac d’Almansor i la captura de la seva segona muller, Emma.

## Origen i adquisició dels castells
En una data compresa entre el 967 i el 985, Guillem adquirí els castells d’Esparreguera i de les Espases mitjançant compra als comtes de Barcelona i Osona Borrell II i Letgarda. Aquests castells controlaven el pas pel congost del Cairat i formaven una senyoria conjunta que, en la documentació medieval, rep el nom de «senyoria dels castells de les Espases i Esparreguera» o, més endavant, «d’Esparreguera i les Espases».

## Donació a la Seu de Vic
L’any 985, poc després de l’assalt del cabdil Almansor a Barcelona, Guillem, commogut per la desgràcia personal de la seva esposa captiva i pel temor al judici diví, decidí lliurar-se ell mateix i tots els seus béns a la canònica de Sant Pere de Vic. En el document de donació, redactat en llatí solemne, hi expressa la voluntat de penedir-se dels seus pecats i assegurar el remei per a la seva ànima i la de la seva esposa, si no retornava.
La donació incloïa:
- El castell d’Esparreguera i el de les Espases amb totes les seves parròquies, terres, vinyes, boscos, roques, camins, fonts i termes.
- L’alou de Tobella.
- Diverses propietats a Barcelona, el Penedès, Gurb, Montgalliner, Castellar, Badalona, Muscazà, Pomar, Castellet i altres llocs.
- Un molí al riu Llobregat.
- Propietats agrícoles i urbanes com cases, corts, trulls, horts i terres cultivades o ermes.

La donació especificava que, si Emma retornava de la captivitat, li fos reconeguda la potestat sobre aquests béns; en cas contrari, aquests restarien definitivament a la seu vigatana.

## Mort i llegat
Es creu que Guillem morí abans del febrer del 993, quan el bisbe Arnulf de Vic bescanvià els castells d’Esparreguera i les Espases, així com l’alou de Tobella, amb Sendred de Gurb, a canvi de l’alou de Sant Boi de Lluçanès, que restà sota domini dels bisbes de Vic.
La figura de Guillem d'Esparreguera destaca dins la història medieval catalana com a exemple de penitència feudal i de transferència patrimonial als poders eclesiàstics en temps de crisi i inestabilitat militar.

## Llegenda i pervivència popular
La figura de Guillem d'Esparreguera i la seva esposa Emma perviu en la memòria col·lectiva d'Esparreguera a través de la cultura popular. A mode de llegenda, aquests personatges històrics van inspirar la creació dels gegants d'Esparreguera, Guillem i Emma, construïts pel Taller del Drac Petit l'any 1992. Aquests gegants formen part del seguici festiu local i són una representació simbòlica de la història i del passat medieval de la vila.